# Tajfun Bopha
Tajfun Bopha – cyklon 5 kategorii, który na przełomie listopada i grudnia 2012 roku przeszedł nad południowo-zachodnią częścią Oceanu Spokojnego. Był szesnastym tajfunem w tym roku. Utworzył się nad wschodnią częścią Mikronezji, po czym przemieszczał się na zachód, stopniowo rosnąc w siłę. Największe zniszczenia cyklon spowodował na Filipinach. Łącznie w wyniku przejścia tajfunu zginęło 1146 osób, a 834 uznano za zaginione.
Bopha została uznana za najsilniejszy cyklon, jaki kiedykolwiek uderzył w południową część Filipin. Wiatr osiągał stałą prędkość 215 km/h. Był to też jeden z tych tajfunów, który najbardziej zbliżył się do równika. Dzieliło go od niego tylko 7,4 stopnia. Bliżej był tylko Louise z 1964 roku.